# Sesta Godano
Sesta Godano – miejscowość i gmina we Włoszech, w regionie Liguria, w prowincji La Spezia.
Według danych na rok 2004 gminę zamieszkiwało 1557 osób, 22,6 os./km².